# David Binney
David Binney (Miami, Florida, 2 de agosto de 1961) es un saxofonista alto y compositor estadounidense de jazz contemporáneo, que ha desarrollado su trabajo en Nueva York.

## Historial
Binney se trasladó, aún niño, a California. Sus padres le impulsaron a adentrarse tanto en el mundo del jazz como en el rock, por lo que adquirió un amplio espectro de influencias musicales . Comenzó a estudiar saxo alto en Los Ángeles. A los 19 años se trasladó a Nueva York, donde continuó sus estudios con Phil Woods, Dave Liebman y George Coleman. En 1989, Binney fue premiado con una beca NEA, que usó para grabar su primer álbum, Point Game, en Owl Records.
Binney ha tocado tanto en pequeños clubs de Nueva York, como en grandes festivales de jazz europeos, incluidas apariciones con Aretha Franklin, en el Carnegie Hall, y con Maceo Parker.  Ha actuado como productor de sus propios discos, además de hacerlo con dos discos del grupo Lost Tribe. Binney uno de los miembros fundadores de esta banda, así como del grupo "Lan Xang", y ha grabado también con el grupo de Uri Caine, "Mahler Project"; con los "Jagged Sky" de Drew Gress; y con Medeski, Martin and Wood. Puso en marcha su propio sello, Mythology Records, en 1998.
David Binney toca regularmente en el 55 Bar, en Nueva York.

## Discografía
- Barefooted Town, 2011
- Graylen Epicenter, 2011
- Aliso - Criss Cross Records, 2010: con Wayne Krantz, Jacob Sacks, John Escreet, Elvind Opsvik y Dan Weiss.
- Third Occasion - Mythology Records, 2009: con Craig Taborn, Scott Colley, Brian Blade, Ambrose Akinmusire, Brad Mason, Corey King, Andy Hunter.
- Cities and Desire - Criss Cross Records, 2006: con Mark Turner, Craig Taborn, Thomas Morgan y Dan Weiss.
- Out of Airplanes' - Mythology Records, 2006: con Bill Frisell, Craig Taborn, Kenny Wollesen y Eivind Opsvik.
- Bastion of Sanity – Criss Cross Records, 2005: con Chris Potter, Jacob Sacks, Dan Weiss y Thomas Morgan.
- Fiestas de Agosto – Red Records, 2005: con Edward Simon.
- Welcome to Life - Mythology Records, 2004: con Chris Potter, Craig Taborn, Brian Blade, Scott Colley y Adam Rogers.
- Balance - ACT Records, 2002: con Wayne Krantz, Uri Caine, Tim Lefebvre, Fima Ephron, Donny McCaslin, Adam Rogers y Jim Black.
- South - ACT Records, 2001: con Chris Potter, Uri Caine, Brian Blade, Scott Colley, Adam Rogers y Jim Black.
- A Small Madness - Auand Records, 2003: con Jeff Hirshfield.
- Afinidad - RED Records, 2001: con Edward Simon, Brian Blade, Scott Colley, Adam Rogers y Lucia Pulido
- Lan Xang, Hidden Gardens – Naxos Records, 2000.
- Lan Xang, Lan Xang - Mythology Records, 1998: con Scott Colley, Donny McCaslin y Jeff Hirshfield.
- Free to Dream - Mythology Records, 1998: con Jeff Hirshfield, Edward Simon, Kenny Wollesen, Scott Colley, Adam Rogers, Donny McCaslin y otros.
- The Luxury of Guessing - Sledgehammer Blues (anteriormente, AudioQuest Music), 1995: con Jeff Hirshfield, Scott Colley, Uri Caine, Ben Monder, Donny McCaslin.
- Point Game - Owl Records/Mesa-Bluemoon Records, 1989: con "Smitty" Smith, Edward Simon, Lonnie Plaxico y Adam Rogers.